# Hachemi Razgallah
Hachemi Razgallah (* 27. Dezember 1942 in Tunis) ist ein ehemaliger tunesischer Handballspieler und -trainer.

## Karriere
Razgallah begann seine sportliche Karriere als Fußballtorwart beim Club Africain und später bei Al Hilal de Tunis, bevor er 1962 zum Handball wechselte, wo er für den Club sportif des cheminots spielte. 1963 wurde er in die tunesische U-Nationalmannschaft und im Jahr darauf in die tunesische Nationalmannschaft berufen. Nachdem er die Aufmerksamkeit der großen Vereine auf sich gezogen hatte, schloss er sich 1964 der Association sportive des PTT an, einer der besten Mannschaften des Landes zur damaligen Zeit. Er gehörte zum Aufgebot für die Weltmeisterschaft 1967, bei der er mit acht von 23 erzielten Toren bester Torschütze der tunesischen Mannschaft war.
Im selben Jahr ging er nach Deutschland, wo er für den ESV Olympia Köln und den OSC Rheinhausen spielte. Mit Rheinhausen stieg er 1974 neben Hans-Dieter Schmitz und unter dem jugoslawischen Trainer Đorđe Vučinić in die 1. Handball-Bundesliga auf. Mit Schmitz trainierte er von Oktober 1972 bis zum Ende der Saison 1972/73 interimsweise den OSC.
Nachdem er sein Trainerdiplom erworben hatte, trainierte er zunächst in Deutschland Jugendabteilungen und Frauenauswahlen.
1974 kehrte er nach Tunesien zurück und übernahm neben seiner Tätigkeit als Spieler die Juniorenmannschaft von Espérance Sportive de Tunis, bevor er 1976 die Seniorenmannschaft übernahm. 1979 wurde er zum Trainer der Nationalmannschaft ernannt, mit der er im selben Jahr die Afrikameisterschaft 1979 gewann.